# 황소자리 V830
황소자리 V830은 황소자리라는 별자리에서 태양으로부터 427 광년(또는 131파섹을 가르킨다.) 떨어진 곳에 위치한 항성이다. 이 별은 46억년인 태양의 나이와 비교하면 200만 년 밖에 되지 않아 매우 젊다. 젊은 별의 전형으로 2016년 91일 관측 기간에 3차례 불꽃이 검출되는 등 강한 플레어 활동을 보인다.

## 특징
황소자리 V830은 M형 주계열성이다. 이 별은 대략 1개의 태양 질량을 가지지만 항성의 나이 때문에 반지름이 2개의 태양 반지름을 가지는데 이는 아직 주계열성이 되기까지는 완전히 수축되지 않았다는 것을 의미한다. 항성의 표면온도는 4,250 K이다. 이것과 비교를 위해 태양의 표면 온도는 5,772 K이다. 황소자리 V830은 T T Tauri 별로 스펙트럼에서 방출선을 생성하는 주변 원반을 가진 선행 시퀀스 별이다. 그것은 약한 줄의 T 타우리 별로 분류된다. 또한 BY 드라코니스 변수, 항성점 및 회전에 따라 밝기가 변화하는 색소 활성의 쿨 스타로 분류된다. 2.74일의 가변 기간은 회전 기간과 정확히 일치한다. 황소자리 V830이 거느리고 있는 대표적인 외계행성은 슈퍼목성이라고 불리는 황소자리 V830 b이다. 2016년 6월 20일 방사상 속도로 외행성(外行性)이 발견되었다. 그것은 지금까지 발견된 것 중 가장 어린 엑소플라넷 중 하나이다. 엑소플라넷은 약 0.77 질량의 목성을 가지고 있으며 주성으로부터 0.057AU 떨어진 궤도를 돌고 있고 기간은 4.93 d에 경사는 55°이다.

## 같이 보기
- 천문학
- G형 주계열성
- 주계열성
- 항성